# Partij Verenigd Roemenië
Partij Verenigd Roemenië (Roemeens: Partidul România Unită, PRU) is een Roemeense politieke partij opgericht op 23 april 2015 door voormalig PSD parlementariër Bogdan Diaconu. Diaconu stapte uit de PSD nadat deze de Hongaarse minderhedenpartij UMDR in de regering had toegelaten.
De partij heeft een zeer nationalistisch en xenofobe ideologie. Zo streeft het naar een Groot-Roemenië, inclusief Moldavië en Bessarabië (Oekraïens grondgebied), wat ook weergegeven wordt in hun partijlogo waarbij een afbeelding van Vlad Dracula over een kaart Groot-Roemenië is gepositioneerd. Daarnaast is het tegen de benaming Roma en gebruikt consequent de benaming zigeuner.
In 2016, voor aanvang van de landelijke verkiezingen, groeide het aantal parlementariërs voor de PRU doordat vele PSD politici zich aansloten bij de PRU.

## Laurențiu Rebega
Nadat de PC samenging met de UNPR was er even sprake van dat PC Europarlementariër Laurențiu Rebega over zou stappen naar de PRU, omdat hij binnen het EP de overstap maakte naar de EVP fractie. Maar nadat er tegen hem een corruptie onderzoek werd gestart in Roemenië ontkende de PRU dat hij lid was.
Alliantie van Liberalen en Democraten · Alliantie voor de Unie van Roemenen · Democratisch-Liberale Partij · Democratische Unie van Hongaren in Roemenië · Groot-Roemeniëpartij · Humanistischekrachtpartij · Nationale Democratische Partij · Nationaal-Liberale Partij · Nationale Christen-Democratische Boerenpartij · Nationale Unie voor de vooruitgang van Roemenië · Nieuwegeneratiepartij · Nieuwe Republiek · Noua Dreaptă · M10 · Partij Verenigd Roemenië · Red Roemenië-Unie · Roemeense Sociale Partij · Sociaaldemocratische Partij · Partijen van etnische minderheden · Volksbewegingspartij